# Episema minuta
Episema minuta är en fjärilsart som först beskrevs av Ebert och Charles Boursin, och fick sitt nu gällande namn av  1976. Episema minuta ingår i släktet Episema och familjen nattflyn. Inga underarter finns listade i Catalogue of Life.